# George Blay
George Blay (Elmina, 7 augustus 1980) is een Ghanees voetballer die bij voorkeur als rechtervleugelverdediger speelt. Hij was in juli 2012 einde contract bij Royal Antwerp FC.

## Statistieken
| seizoen | club                            | land     | competitie     | wed. | goals |
| ------- | ------------------------------- | -------- | -------------- | ---- | ----- |
| 1996/97 | Sekondi Hasaacas FC             | Ghana    | Premier League | -    | -     |
| 1997/98 | Standard Luik                   | België   | Eerste klasse  | 14   | 0     |
| 1998/99 | Standard Luik                   | België   | Eerste klasse  | 25   | 2     |
| 1999/00 | Standard Luik                   | België   | Eerste klasse  | 13   | 0     |
| 2000/01 | Standard Luik                   | België   | Eerste klasse  | 9    | 0     |
| 2001/02 | Standard Luik                   | België   | Eerste klasse  | 27   | 0     |
| 2002/03 | → KV Mechelen                   | België   | Eerste klasse  | 11   | 0     |
| 2003/04 | RAA Louviéroise                 | België   | Eerste klasse  | 29   | 0     |
| 2004/05 | RAA Louviéroise                 | België   | Eerste klasse  | 23   | 0     |
| 2005/06 | RAA Louviéroise                 | België   | Eerste klasse  | 26   | 0     |
| 2006/07 | Dinamo Boekarest                | Roemenië | Liga 1         | 31   | 0     |
| 2007/08 | Dinamo Boekarest                | Roemenië | Liga 1         | 18   | 0     |
| 2008/09 | Dinamo Boekarest                | Roemenië | Liga 1         | 17   | 0     |
| 2009/10 | → Internaţional Curtea de Argeş | Roemenië | Liga 2         | 3    | 0     |
| 2010/11 | Unirea Urziceni                 | Roemenië | Liga 2         | 11   | 0     |
| 2011/12 | Antwerp FC                      | België   | Tweede klasse  | 19   | 0     |
|         |                                 |          | Totaal         | 275  | 2     |

Laatst bijgewerkt 06-05-12